# Birgit Sattler
Birgit Sattler (* 7. August 1969 in Schwaz) ist eine österreichische Ökologin, die als Professorin am Institut für Ökologie an der Universität Innsbruck tätig ist.

## Berufliche Laufbahn
1987 nahm Birgit Sattler ihr Diplomstudium in Mikrobiologie an der Universität Innsbruck auf und schloss dieses 1992 ab. Seit 1994 ist sie Strahlenschutzbeauftragte der Fakultät für Biologie. Bis 1997 war sie Doktorandin am Institut für Zoologie und Limnologie an der Universität Innsbruck. 2011 hat Birgit Sattler am Institut für Ökologie an der Universität Innsbruck habilitiert.
Birgit Sattler ist Delegierte des Antarktis-Vertrags. Sie ist auch Vizedirektorin der Österreichischen Polarinstitutes (APRI –  Austrian Polar Research Institute) sowie seit 2007 Vizedirektorin der Österreichischen Gesellschaft für Polarforschung.
Sie engagiert sich für die Förderung von Frauen in der Wissenschaft, unter anderem mit Vorträgen und Führungen für Jugendliche bei FiT – Frauen in die Technik sowie im Rahmen von Sparkling Science Projekten und bei der Initiative FEMtech.

## Forschungsschwerpunkte
Sattler beschäftigt sich als Limnologin mit Mikroorganismen in Süßwasser, Eis und Schnee, mikrobiellen Gemeinschaften in Eisschichten alpiner und antarktischer Seen, mikrobieller Prozesse in Schnee und Atmosphäre sowie Physik des Eises. Sie forscht aktuell (2024) u. a. an Gletscherprozessen, Rückkoppelungsmechanismen von Organismen auf den Klimawandel, an Krankheitserregern, die im Eis eingeschlossen sind und durch die Klimaerwärmung ins Schmelzwasser gelangen, und an Mikroplastik, das die Antarktis erreicht.

Sie hat (Stand 2019) an sieben Expeditionen in die Arktis und zwölf Forschungsreisen in die Antarktis teilgenommen. Ihre erste Forschungsreise in die Antarktis war 1996. Über ihre Forschungsreisen schrieb sie das Buch Eis.Leben – Meine Forschungsreisen in die Antarktis.
„Ich bin fasziniert von den alpinen Gletschern, der Arktis und der Antarktis. Die Eisgebiete sind ein spannender Ort, um sich aufzuhalten. Mich beeindruckt die Extremität und die Tatsache, dass im Eis Leben vorhanden sein kann.“

Birgit Sattler in einem News-Interview, 13. Februar 2024

## Publikationen (Auswahl)

### (Mit-)Herausgeberschaften
- W. Schöner, S. Prock, B. Sattler: Coole Forschung. Lernen und Forschen im Internationalen Polarjahr 2007/2008. IUP, Innsbruck 2012, ISBN 978-3-902811-31-8.
- S. Bass, B. Tasser, B. Sattler: 2nd AFI-Symposium - Origins of the Universe and of Life. IUP, Innsbruck, 2009, ISBN 978-3-902719-05-8.
- B. Sattler: Eis.Leben: Meine Forschungsreisen in die Antarktis. Tyrolia Verlag, Innsbruck 2016, ISBN 978-3-7022-3527-7.

### Zeitschriftenaufsätze
- D. Gattinger, V. Schlenz, T. Weil, B. Sattler: From remote to urbanized: Dispersal of antibiotic-resistant bacteria under the aspect of anthropogenic influence. In: Science of the Total Environment. Band 924, Nr. 171532, 2024. doi:10.1016/j.scitotenv.2024.171532.
- D. Gattinger, K. Pichler, T. Weil, B. Sattler: A comparative approach to confirm antibiotic-resistant microbes in the cryosphere. In: Frontiers in Microbiology. Band 14, Nr. 1212378, 2023. doi:10.3389/fmicb.2023.1212378.
- I. T. Stevens, T. D. L. Irvine-Fynn, A. Edwards, A. C. Mitchell, J. M. Cook, P. R. Porter, T. O. Holt, M. Huss, X. Fettweis, B. J. Moorman, B. Sattler, A. J. Hodson: Spatially consistent microbial biomass and future cellular carbon release from melting Northern Hemisphere glacier surfaces. In: Communications Earth & Environment. Band 3, No. 275, 2022. doi:10.1038/s43247-022-00609-0.

## Auszeichnungen
- 2017 Verdienstkreuz des Landes Tirol[7]
- 2011 Dr. Otto Seibert Preis
- 2010 Anerkennungspreis der Stadt Innsbruck für wissenschaftliche Forschung an der Leopold-Franzens-Universität Innsbruck
- 2010 Forschungspreis der Hypo Bank Tirol
- 2008 Sparkling Science Award des Bundesministeriums für Wirtschaft und Energie
- 2008 Air and Space Award der Wings World Quest
- 2003 President's Outstanding Service Award der Planetary Studies Foundation
- 2003 Eduard-Wallnöfer-Preis der Tiroler Industriellenvereinigung
- 2002 Antarctic Service Polar Medal der National Science Foundation